# Microniphargus leruthi
Genre
Espèce
Microniphargus leruthi est une espèce de crustacés de la famille des Niphargidae, la seule du genre Microniphargus (monotypique).

## Distribution
L'espèce fut découverte dans la Grotte Lyell, en Belgique dans les années 1930 par le biospéléologue Robert Leruth lui ayant donné son nom, mais fut aussi retrouvée dans des grottes allemandes et luxembourgeoises, jusque dans les sous-sols du sud de l'Irlande.